# Małe Antyle
Małe Antyle – archipelag na Oceanie Atlantyckim, część Antyli, ciągnący się około 1900 km od wyspy Culebra (należącej do Portoryko) na północnym zachodzie do okolic północno-wschodniego cypla Ameryki Południowej, a następnie ku zachodowi, wzdłuż wybrzeży Wenezueli. Małe Antyle oddzielają Morze Karaibskie od otwartego Oceanu Atlantyckiego. Na południu Małe Antyle oddziela od Ameryki Południowej Rów Bonaire.
Małe Antyle składają się z licznych, niewielkich powierzchniowo wysp. Dzielą się na: Wyspy Nawietrzne (Wyspy Dziewicze, Anguilla, Sint Maarten, Saint Christopher, Nevis, Montserrat, Barbuda, Antigua, Gwadelupa, Dominika, Martynika, Saint Lucia, Saint Vincent, Grenada, Barbados i inne), Wyspy Zawietrzne (Curaçao, Bonaire, Aruba, Margarita i Tortuga i inne) oraz Tobago i Trynidad.
Od XVI wieku na Małych Antylach krzyżowały się strefy wpływów imperiów kolonialnych: Hiszpanii, Wielkiej Brytanii, Francji oraz Holandii, a później również Stanów Zjednoczonych. Poszczególne wyspy stanowiły odrębne kolonie, często prowadzące walkę lub rywalizujące między sobą.
Obecnie występuje tu mozaika państw niepodległych: Saint Kitts i Nevis, Antigua i Barbuda, Dominika, Saint Lucia, Saint Vincent i Grenadyny, Grenada, Barbados, Trynidad i Tobago oraz terytoriów zależnych, należących do Wielkiej Brytanii (Anguilla, Montserrat, Brytyjskie Wyspy Dziewicze), Francji (Gwadelupa, Martynika, Saint-Barthélemy, Saint-Martin), Holandii (Aruba, Bonaire, Curaçao, Saba, Sint Eustatius, Sint Maarten), Stanów Zjednoczonych (Wyspy Dziewicze Stanów Zjednoczonych) oraz Wenezueli (Tortuga, Margarita, Las Aves i inne).